# Hiranai
Hiranai (平内町, Hiranai-machi) est un bourg situé dans le district de Higashitsugaru (préfecture d'Aomori), au Japon.

## Géographie

### Situation

Carte de la préfecture d'Aomori avec le bourg de Hiranai mis en évidence.

Le bourg de Hiranai est situé sur la péninsule de Natsudomari et fait face à la baie de Mutsu, sur l'île de Honshū, au Japon. Il a pour municipalités voisines la ville d'Aomori au sud-ouest, le bourg de Shichinohe au sud et les bourgs de Tōhoku et Noheji, au sud-est.

### Démographie
Hiranai comptait 12 138 habitants lors du recensement du 1er avril 2014.